# Kommuneqarfik Sermersooq
Die Kommuneqarfik Sermersooq ist eine grönländische Kommune mit etwa 24.000 Einwohnern und einer Fläche von 531.900 km². Der Kommunalsitz ist die grönländische Hauptstadt Nuuk.

## Lage
Die Kommuneqarfik Sermersooq umfasst sowohl einen südlichen Teil der Westküste Grönlands als auch den gesamten bewohnten Ostteil des Landes. Jenseits der Halbinsel Akia liegt an der Westküste im Norden die Qeqqata Kommunia. Im Süden grenzt die Kommune an der Bucht Alanngorsuaq bzw. am östlich davon verlaufenden Sund Sannerutip Imaa an die Kommune Kujalleq. An der Ostküste verläuft die Grenze zur Kommune Kujalleq durch den Fjord Kangerlussuatsiaq. Im Norden grenzt der Ostteil nördlich von Jameson Land an den Nordost-Grönland-Nationalpark. Somit grenzt sie als einzige an alle anderen Kommunen Grönlands.

## Geschichte
Kommuneqarfik Sermersooq wurde am 1. Januar 2009 durch die Zusammenlegung der bisherigen Gemeinden Nuuk, Paamiut, Ivittuut, Ammassalik und Ittoqqortoormiit gegründet. Der Name der Kommune bedeutet übersetzt „wo es eine Kommune mit viel Eis gibt“.

## Orte
Der Küstenlinie entlang von Westen nach Osten liegen folgende Orte in der Kommuneqarfik Sermersooq:
| Ort                      | Distrikt                  | Einwohnerzahl (1. Januar 2022) |
| ------------------------ | ------------------------- | ------------------------------ |
| Nuuk                     | Distrikt Nuuk             | 19261                          |
| Kapisillit               | Distrikt Nuuk             | 00049                          |
| Qeqertarsuatsiaat        | Distrikt Nuuk             | 00176                          |
| Paamiut                  | Distrikt Paamiut          | 01209                          |
| Arsuk                    | Distrikt Paamiut          | 00086                          |
| Isertoq                  | Distrikt Ammassalik       | 00046                          |
| Tiilerilaaq              | Distrikt Ammassalik       | 00075                          |
| Tasiilaq                 | Distrikt Ammassalik       | 01931                          |
| Kulusuk                  | Distrikt Ammassalik       | 00215                          |
| Kuummiit                 | Distrikt Ammassalik       | 00258                          |
| Sermiligaaq              | Distrikt Ammassalik       | 00198                          |
| Ittoqqortoormiit         | Distrikt Ittoqqortoormiit | 00354                          |
| Nerlerit Inaat           | Distrikt Ittoqqortoormiit | 00003                          |
| Kommuneqarfik Sermersooq | Kommuneqarfik Sermersooq  | 23.861                         |

## Politik

### Bürgermeister
- 2009–2019: Asii Chemnitz Narup (Inuit Ataqatigiit)
- 2019–2022: Charlotte Ludvigsen (Inuit Ataqatigiit)
- seit 2022: Avaaraq S. Olsen (Inuit Ataqatigiit)

### Kommunalwahlergebnisse
| Wahl | Atassut | Demokraatit | Inuit Ataqatigiit | Kattusseqatigiit Partiiat | Partii Inuit | Naleraq | Nunatta Qitornai | Qulleq | Siumut | Verbünde/Einzelkandidaten |
| ---- | ------- | ----------- | ----------------- | ------------------------- | ------------ | ------- | ---------------- | ------ | ------ | ------------------------- |
| 2008 | 11,5 %  | 24,0 %      | 30,4 %            | 1,4 %                     | —            | —       | —                | —      | 30,1 % | 2,6 %                     |
| 2013 | 8,5 %   | 11,2 %      | 42,4 %            | 0,1 %                     | 1,5 %        | —       | —                | —      | 36,1 % | 0,2 %                     |
| 2017 | 7,7 %   | 17,2 %      | 43,7 %            | —                         | —            | 2,7 %   | —                | —      | 28,7 % | —                         |
| 2021 | 2,9 %   | 9,6 %       | 46,3 %            | —                         | —            | 9,8 %   | 1,3 %            | —      | 30,1 % | —                         |
| 2025 | 2,6 %   | 21,4 %      | 35,5 %            | —                         | —            | 6,4 %   | —                | 0,6 %  | 32,2 % | 1,4 %                     |

### Kommunalrat
Folgende Personen wurden 2025 in den Kommunalrat gewählt:
| Name                           | Partei | Partei            | Anmerkungen                                                                  |
| ------------------------------ | ------ | ----------------- | ---------------------------------------------------------------------------- |
| Justus Hansen                  |        | Demokraatit       |                                                                              |
| Alex Hans Angut Arne Hermansen |        | Demokraatit       |                                                                              |
| Nivi Olsen                     |        | Demokraatit       | beurlaubt wegen Ministeramt; vertreten durch Per Berthelsen                  |
| Poul Petersen                  |        | Demokraatit       | 1. Vizebürgermeister                                                         |
| Ida Julie Andersen             |        | Inuit Ataqatigiit |                                                                              |
| Mette P. Barselajsen           |        | Inuit Ataqatigiit |                                                                              |
| Nitta Lyberth-Mørch            |        | Inuit Ataqatigiit |                                                                              |
| Avaaraq S. Olsen               |        | Inuit Ataqatigiit | Bürgermeisterin                                                              |
| Lone Rosengreen Pedersen       |        | Inuit Ataqatigiit |                                                                              |
| Uju Petersen                   |        | Inuit Ataqatigiit |                                                                              |
| Arnánguaĸ Steenholdt           |        | Inuit Ataqatigiit |                                                                              |
| Aputsiaq Inuk Petersen         |        | Naleraq           | auf Sitz verzichtet; ersetzt durch Peter Utuánge                             |
| Martha Abelsen                 |        | Siumut            |                                                                              |
| Peter Davidsen                 |        | Siumut            |                                                                              |
| Kim Kielsen                    |        | Siumut            | beurlaubt wegen Amt als Parlamentspräsident; vertreten durch Doris J. Jensen |
| Mala Høy Kúko                  |        | Siumut            |                                                                              |
| Dorthe-Marie Mogensen-Fontain  |        | Siumut            |                                                                              |
| Egon Poulsen                   |        | Siumut            | 2. Vizebürgermeister                                                         |
| Laura Táunâjik Uitsatikitseq   |        | Siumut            |                                                                              |

Grün hinterlegte Abgeordnete gehören der Koalition an.

## Wirtschaft
Der wichtigste Wirtschaftssektor in der Kommuneqarfik Sermersooq ist die öffentliche Verwaltung, die sich vor allem in der Hauptstadt Nuuk abspielt. Zahlreiche grönländische Unternehmen haben ihren Sitz in Nuuk.
Die Fischerei spielt im westgrönländischen Teil der Kommune eine geringere Rolle als im Rest des Landes. Es werden vor allem Kabeljau, Heilbutt, Rotbarsch und Seewolf sowie Garnelen und Krabben gefischt. In den 1970er Jahren florierte der Kabeljaufang im Süden der Kommune, die Erträge gingen ab den 1980er Jahren jedoch stark zurück und sorgten für eine Wirtschaftskrise.
In Ostgrönland spielen Jagd und Fischerei eine größere Rolle. Es werden Robben, Eisbären, Moschusochsen, Hasen, Polarfüchse, Wale und Seevögel gejagt.
Der Tourismus spielt eine große Rolle sowohl in West- als auch in Ostgrönland. Nuuk wird häufig für längere Besuche genutzt, während in Ostgrönland häufig Tagestouristen aus Island anreisen.
In der Kommuneqarfik Sermersooq wird in geringem Maße Bergbau betrieben.

## Verkehr
Die westgrönländischen Küstenbereiche sind ganzjährig eisfrei, während Ostgrönland von November bis Juli – Ittoqqortoormiit sogar von September bis Juli – wegen der Eisverhältnisse nicht mit dem Schiff erreichbar ist. Es gibt vier kleinere Flughäfen in der Kommune: Nuuk, Paamiut, Kulusuk und Nerlerit Inaat, von wo aus die umliegenden Dörfer und Städte mit Helikoptern angeflogen werden.

## Wappen
Das Wappen der Kommune wurde von Tina Windahl Halle entworfen und zeigt das eisbedeckte Meer, einen Inussuk und die Sonne. Die Wellen im Meer und das Eis symbolisieren das Klima der Kommune. Der Inussuk, der von den Inussuit auf der Inselgruppe Nukariit (Tre Brødre) inspiriert ist, symbolisieren die Zusammenarbeit beim Finden des richtigen Wegs. Die Sonne symbolisiert die West- und Ostküste, da die Sonne im Osten auf- und im Westen untergeht.

## Städtepartnerschaften
Die Kommuneqarfik Sermersooq ist die einzige Kommune Grönlands, die auf Kommunalebene Partnerschaften hat.
- Aalborg, Dänemark
- Dalvík, Island
- Gentofte, Dänemark
- Herlev, Dänemark
- Kópavogur, Island
- Tromsø, Norwegen